# Мельников, Василий Иванович (Герой Советского Союза)
Василий Иванович Мельников (1901—1983) — капитан Советской Армии, участник Великой Отечественной войны, Герой Советского Союза (1943).

## Биография
Василий Мельников родился 1 января 1901 года в селе Казённая Маянга (ныне — Маянга, Балаковский район Саратовской области). Окончил начальную школу. В 1918—1924 годах проходил службу в Рабоче-крестьянской Красной Армии. В 1941 году Мельников повторно был призван в армию. С августа 1942 года — на фронтах Великой Отечественной войны. Участвовал в Сталинградской и Курской битвах, освобождении Украинской и Молдавской ССР, Румынии, Венгрии, два раза был ранен и контужен.
К сентябрю 1943 года старший лейтенант Василий Мельников командовал 5-й ротой 109-го стрелкового полка 74-й стрелковой дивизии 13-й армии Центрального фронта. Отличился во время битвы за Днепр. В ночь с 19 на 20 сентября 1943 года рота Мельникова на двух лодках переправилась через Десну и захватила плацдарм на её западном берегу, после чего успешно его удержала, отразив четыре немецкие контратаки. Только в бою у села Оболонь Мельников лично уничтожил около 20 солдат и офицеров противника. 21 сентября 1943 года рота переправилась через Днепр в районе села Мнёво и захватила плацдарм на его западном берегу. Противник предпринял несколько контратак, но все они были отбиты. Роте Мельникова удалось продержаться до переправы основных сил полка.
Указом Президиума Верховного Совета СССР от 16 октября 1943 года за «отвагу и мужество, проявленные при форсировании рек Десны, Днепра и Припяти», лейтенант Василий Мельников был удостоен высокого звания Героя Советского Союза с вручением ордена Ленина и медали «Золотая Звезда» за номером 1869.
В 1946 году в звании капитана Мельников был уволен в запас. Проживал в Балаково. Скончался 4 мая 1983 года, похоронен в Балаково.
Был также награждён орденом Отечественной войны 1-й степени и рядом медалей.

## Память
- Мемориальная доска в память о Мельникове установлена Российским военно-историческим обществом на здании Маянгской средней школы, где он учился.